# Olddansk
Olddansk eller runedansk betegner det sprog, som taltes og blev skrevet i Danmark ca.a 800 e. Kr. - 1100.
Der finder vi runeindskrifterne. 
I sproghistorien anses urnordisk at være blevet udskilt fra fællesgermansk omkring år 200 e.kr.f. Omkring år 800 udskiltes så olddansk fra urnordisk.
Det er først her at man kan tale om et egentligt dansk sprog. 
Som sprogperiode afløses olddansk omkring i år 1100 af gammeldansk (middeldansk). 
Skiftet fra olddansk til gammeldansk sker, hvor runeskriften bliver afløst af latinske bogstaver.
Opsplitningen i de nordiske sprog var ikke voldsommere, end at der i den olddanske periode og senere blev sagt, at der taltes med dansk tunge både i Sverige, Norge og Island. Senere begyndte man at bruge navnet norrønt for den dialekt, der blev talt i Norge, Island og på Færøerne. Sprogforskelligheden var så lille i Skandinavien, at der i realiteten var tale om et fælles nordisk sprog.

## Forandringer
Lydligt gennemgik olddansk i 800-tallet den østnordiske monoftongering, så diftongerne æi, au og øy blev hhv. e, ø og ø. Markering af bestemthed med suffiks på navneord er formodentligt også opstået i den olddanske periode. Ordforrådet voksede med mange ord der kom sammen med kristendommen.